# Batzengschwenden
Batzengschwenden ist ein Ortsteil der Gemeinde Rückholz im schwäbischen Landkreis Ostallgäu. Der Weiler liegt circa zwei Kilometer ostsüdöstlich vom Hauptort. Der Ort gehörte bereits vor der Gebietsreform in Bayern zu Rückholz.

## Baudenkmäler
Einziges Baudenkmal ist eine Hausfigur (Kruzifix).
Siehe: Liste der Baudenkmäler in Batzengschwenden